# Bengt Andrén
Bengt Andrén (Linköping, 1916. március 2. – Linköping, 1987. december 30.) svéd nemzetközi labdarúgó-játékvezető.

## Pályafutása

### Nemzeti játékvezetés
Az I. Liga játékvezetőjeként vonult vissza.

### Nemzetközi játékvezetés
A Svéd labdarúgó-szövetség Játékvezető Bizottsága (JB) terjesztette fel nemzetközi játékvezetőnek, a Nemzetközi Labdarúgó-szövetség (FIFA) 1958-tól tartotta nyilván bírói keretében. Több nemzetek közötti válogatott és klubmérkőzésen partbíróként segítette működő társát. Az aktív nemzetközi játékvezetéstől 1958-ban  búcsúzott.

#### Labdarúgó-világbajnokság
A világbajnoki döntőhöz vezető úton Svédországba a VI., az 1958-as labdarúgó-világbajnokságra a FIFA JB partbíróként alkalmazta. Egy csoportmérkőzésen és az egyik negyeddöntőben lehetett partbírók. Partbírói mérkőzéseinek száma világbajnokságon: 2.

##### 1958-as labdarúgó-világbajnokság

###### Világbajnoki mérkőzés
| Időpont          | Helyszín                           | Mérkőzés típusa              | Mérkőzés                     | Játékvezető        | Eredmény | Nézők száma |
| ---------------- | ---------------------------------- | ---------------------------- | ---------------------------- | ------------------ | -------- | ----------- |
| 1958. június 11. | Idrottsparken Stadion, Norrköpping | csoportmérkőzés (2. csoport) | Paraguay–Skócia              | Vincenzo Orlandini | 3 – 2    | 12 000      |
| 1958. június 19. | Idrottsparken Stadion, Norrköpping | egyik negyeddöntő            | Franciaország–Észak-Írország | Juan Gardeazabal   | 4 – 0    | 12 000      |

## Statisztika

### Nemzetközi válogatott mérkőzése
| #  | Dátum          | Helyszín                | Hazai         | Eredmény | Vendég   | Kiírás     | Gólok | Esemény |
| -- | -------------- | ----------------------- | ------------- | -------- | -------- | ---------- | ----- | ------- |
| 1. | 1960. május 1. | Prága, Hadsereg-stadion | Csehszlovákia | 4 – 0    | Ausztria | barátságos | -     |         |
|    | Összesen       |                         |               | 1        | mérkőzés |            |       |         |